# Women's Super League 2022-2023 (Svizzera)
La Women's Super League 2022-2023, anche nota come AXA Women's Super League 2022-2023 per ragioni di sponsorizzazione, è stata la cinquantatreesima edizione della massima serie del campionato svizzero femminile di calcio, la terza con la nuova denominazione di Women's Super League. Il campionato è iniziato il 20 agosto 2022, la stagione regolare si è conclusa il 22 aprile 2023, mentre la seconda fase si è conclusa il 2 giugno 2023 con la finale per il titolo. Il campionato è stato vinto per la ventiquattresima volta dallo Zurigo, che nella finale ha battuto il Servette Chênois per il secondo anno di fila.

## Stagione

### Novità
Dalla Women's Super League 2021-2022 è stato retrocesso il Lugano, che si era ritirato al termine della stagione regolare. Al termine del girone promozione-retrocessione l'Yverdon aveva mantenuto la categoria, il Rapperswil-Jona è stato promosso in Women's Super League, mentre il Thun Berner Oberl., terzo classificato era rimasto in Lega Nazionale B.
Con l'avvio della stagione 2022-2023 il San Gallo-Staad ha cambiato denominazione in San Gallo, dopo che la squadra era stata assorbita dal FC Sankt Gallen 1879 già nel febbraio 2021.

### Formato
Come introdotto nella stagione precedente, il torneo si è articolato su due fasi. Nella stagione regolare le dieci squadre si sono affrontate in un girone all'italiana con partite di andata e ritorno, per un totale di 18 giornate. Al termine della prima fase, le squadre sono suddivise in due gruppi: le prime otto classificate hanno avuto accesso alla fase a play-off, mentre le ultime due a un girone promozione-retrocessione assieme alle prime due classificate della Lega Nazionale B 2022-2023.
Nella fase a play-off le otto squadre si sono affrontate con la modalità a eliminazione diretta con partite di andata e ritorno, con l'andata in casa per quelle peggio classificate, nei quarti di finale e in semifinale. La finale, invece, si è disputata con una partita secca e la vincitrice è stata decretata campione di Svizzera ed ammessa all'UEFA Women's Champions League 2023-2024. Le squadre eliminate ai quarti di finale hanno disputato partite di andata e ritorno per determinare i piazzamenti dal quinto all'ottavo posto.
Nel girone promozione-retrocessione le quattro squadre si sono affrontate in un girone all'italiana, con partite di andata e ritorno, per un totale di sei giornate. Le prime due classificate hanno acquisito il diritto a partecipare alla Women's Super League 2023-2024, mentre le ultime due alla Lega Nazionale B 2023-2024.

## Squadre partecipanti
| Club             | Città             | Stadio                           | Stagione precedente       |
| ---------------- | ----------------- | -------------------------------- | ------------------------- |
| Aarau            | Aarau             | Sportanlage Schachen             | 8º posto in WSL           |
| Basilea          | Basilea           | Leichtathletik-Stadion St. Jakob | 4º posto in WSL           |
| Grasshopper      | Zurigo            | GC/Campus                        | 3º posto in WSL           |
| Lucerna          | Lucerna           | Sportanlagen Allmend             | 6º posto in WSL           |
| Rapperswil-Jona  | Jona              | Stadion Grünfeld                 | 1º posto in LNB, promosso |
| San Gallo        | San Gallo         | Kybunpark                        | 5º posto in WSL           |
| Servette Chênois | Chêne-Bourg       | Stade des Trois-Chêne            | 2º posto in WSL           |
| Young Boys       | Berna             | Stadio Neufeld                   | 7º posto in WSL           |
| Yverdon          | Yverdon-les-Bains | Stadio municipale                | 9º posto in WSL           |
| Zurigo           | Zurigo            | Sportanlage Heerenschürli        | 1º posto in WSL           |

## Prima fase

### Classifica finale
|  | Pos. | Squadra          | Pt | G  | V  | N | P  | GF | GS | DR  |
|  | ---- | ---------------- | -- | -- | -- | - | -- | -- | -- | --- |
|  | 1.   | Servette Chênois | 50 | 18 | 16 | 2 | 0  | 56 | 15 | +41 |
|  | 2.   | Zurigo           | 44 | 18 | 14 | 2 | 2  | 68 | 20 | +48 |
|  | 3.   | Grasshopper      | 38 | 18 | 12 | 2 | 4  | 60 | 29 | +31 |
|  | 4.   | San Gallo        | 29 | 18 | 9  | 2 | 7  | 37 | 35 | +2  |
|  | 5.   | Young Boys       | 27 | 18 | 8  | 3 | 7  | 40 | 34 | +6  |
|  | 6.   | Basilea          | 22 | 18 | 5  | 7 | 6  | 31 | 35 | -4  |
|  | 7.   | Lucerna          | 19 | 18 | 6  | 1 | 11 | 28 | 33 | -5  |
|  | 8.   | Aarau            | 16 | 18 | 4  | 4 | 10 | 20 | 44 | -24 |
|  | 9.   | Yverdon          | 6  | 18 | 1  | 6 | 14 | 4  | 59 | -55 |
|  | 10.  | Rapperswil-Jona  | 5  | 18 | 1  | 2 | 15 | 18 | 58 | -40 |

Legenda:
      Ammesse alla fase per il titolo.
      Ammesse alla fase promozione-retrocessione.
Note:
Tre punti a vittoria, uno a pareggio, zero a sconfitta.
La classifica viene stilata secondo i seguenti criteri:
- Punti conquistati
- Differenza reti generale
- Reti totali realizzate
- Punti conquistati negli scontri diretti
- Differenza reti negli scontri diretti
- Reti realizzate negli scontri diretti

### Risultati

#### Tabellone
|                  | Aar  | Bas  | Gra  | Luc  | Rap  | SGa  | SCh  | YBo  | Yve  | Zur  |
| ---------------- | ---- | ---- | ---- | ---- | ---- | ---- | ---- | ---- | ---- | ---- |
| Aarau            | ---- | 0-0  | 0-2  | 3-1  | 5-1  | 0-1  | 0-4  | 0-5  | 1-1  | 2-5  |
| Basilea          | 0-0  | ---- | 3-4  | 1-1  | 3-0  | 2-0  | 1-2  | 1-1  | 3-0  | 2-2  |
| Grasshopper      | 5-1  | 4-5  | ---- | 3-1  | 5-0  | 3-4  | 2-2  | 8-2  | 3-1  | 2-0  |
| Lucerna          | 6-0  | 1-0  | 0-5  | ---- | 3-0  | 0-3  | 0-1  | 2-3  | 5-0  | 0-2  |
| Rapperswil-Jona  | 1-2  | 1-4  | 1-2  | 2-3  | ---- | 1-1  | 0-4  | 1-7  | 8-0  | 0-2  |
| San Gallo        | 3-2  | 3-1  | 2-2  | 1-3  | 3-1  | ---- | 2-3  | 2-0  | 6-0  | 3-5  |
| Servette Chênois | 6-1  | 5-2  | 2-1  | 3-1  | 4-0  | 2-1  | ---- | 3-0  | 6-0  | 1-1  |
| Young Boys       | 0-0  | 2-2  | 2-3  | 1-0  | 3-1  | 4-0  | 1-2  | ---- | 5-0  | 1-2  |
| Yverdon          | 0-3  | 1-1  | 0-5  | 1-0  | 0-0  | 0-1  | 0-2  | 0-1  | ---- | 0-3  |
| Zurigo           | 3-0  | 8-0  | 3-1  | 4-1  | 7-0  | 6-1  | 2-4  | 7-2  | 6-0  | ---- |

### Classifica marcatrici
Fonte: sito ufficiale.
| Gol |  |  | Giocatore             | Squadra          |
| --- |  |  | --------------------- | ---------------- |
| 17  |  |  | Fabienne Humm         | Zurigo           |
| 17  |  |  | Natalia Padilla-Bidas | Servette Chênois |
| 12  |  |  | Seraina Piubel        | Zurigo           |
| 10  |  |  | Marta Cazalla         | Grasshopper      |
| 9   |  |  | Eva Bachmann          | San Gallo        |
| 9   |  |  | Katja Wienerroither   | Zurigo           |
| 8   |  |  | Sina Cavelti          | Lucerna          |
| 8   |  |  | Emőke Pápai           | Grasshopper      |
| 7   |  |  | Yael Aeberhard        | San Gallo        |
| 7   |  |  | Aurélie Csillag       | Grasshopper      |
| 7   |  |  | Alayah Pilgrim        | Zurigo           |
| 7   |  |  | Stephanie Waeber      | Young Boys       |

## Fase per il titolo
Alla fase per il titolo hanno avuto accesso le prime otto classificate nella stagione regolare, che si sono affrontate in un play-off.

### Tabellone
|  | Quarti di finale | Quarti di finale | Quarti di finale | Quarti di finale | Quarti di finale |  |  | Semifinali       | Semifinali       | Semifinali | Semifinali | Semifinali |  |  | Finale           | Finale           | Finale |  |
|  |                  |                  |                  |                  |                  |  |  |                  |                  |            |            |            |  |  |                  |                  |        |  |
|  | 1                | Servette Chênois | 4                | 8                | 12               |  |  |                  |                  |            |            |            |  |  |                  |                  |        |  |
|  | 8                | Aarau            | 0                | 1                | 1                |  |  | Servette Chênois | Servette Chênois | 2          | 2          | 4          |  |  |                  |                  |        |  |
|  | 4                | San Gallo        | 3                | 4                | 7                |  |  | San Gallo        | San Gallo        | 1          | 2          | 3          |  |  |                  |                  |        |  |
|  | 5                | Young Boys       | 2                | 0                | 2                |  |  |                  |                  |            |            |            |  |  | Servette Chênois | Servette Chênois | 0      |  |
|  | 3                | Grasshopper      | 3                | 1                | 4                |  |  |                  |                  | Zurigo     | Zurigo     | 3          |  |  |                  |                  |        |  |
|  | 6                | Basilea          | 0                | 0                | 0                |  |  | Grasshopper      | Grasshopper      | 2          | 1          | 3          |  |  |                  |                  |        |  |
|  | 2                | Zurigo           | 7                | 1                | 8                |  |  | Zurigo           | Zurigo           | 3          | 5          | 8          |  |  |                  |                  |        |  |
|  | 7                | Lucerna          | 0                | 0                | 0                |  |  |                  |                  |            |            |            |  |  |                  |                  |        |  |

### Risultati

#### Quarti di finale
|                  | Risultati |                  | Luogo e data                |
| ---------------- | --------- | ---------------- | --------------------------- |
| Aarau            | 0-4       | Servette Chênois | Aarau, 6 maggio 2023        |
| Servette Chênois | 8-1       | Aarau            | Carouge, 13 maggio 2023     |
|                  |           |                  |                             |
| Young Boys       | 2-3       | San Gallo        | Berna, 6 maggio 2023        |
| San Gallo        | 4-0       | Young Boys       | San Gallo, 13 maggio 2023   |
|                  |           |                  |                             |
| Basilea          | 0-3       | Grasshopper      | Basilea, 6 maggio 2023      |
| Grasshopper      | 1-0       | Basilea          | Niederhasli, 13 maggio 2023 |
|                  |           |                  |                             |
| Lucerna          | 0-7       | Zurigo           | Lucerna, 6 maggio 2023      |
| Zurigo           | 1-0       | Lucerna          | Zurigo, 13 maggio 2023      |
|                  |           |                  |                             |

#### Semifinali
|                  | Risultati |                  | Luogo e data                |
| ---------------- | --------- | ---------------- | --------------------------- |
| San Gallo        | 1-2       | Servette Chênois | San Gallo, 20 maggio 2023   |
| Servette Chênois | 2-2       | San Gallo        | Carouge, 27 maggio 2023     |
|                  |           |                  |                             |
| Grasshopper      | 2-3       | Zurigo           | Niederhasli, 20 maggio 2023 |
| Zurigo           | 5-1       | Grasshopper      | Zurigo, 27 maggio 2023      |
|                  |           |                  |                             |

#### Finale
|                  | Risultati |        | Luogo e data             |
| ---------------- | --------- | ------ | ------------------------ |
| Servette Chênois | 0-3       | Zurigo | San Gallo, 2 giugno 2023 |
|                  |           |        |                          |

#### Piazzamenti 5º-8º posto
|            | Risultati |            | Luogo e data            |
| ---------- | --------- | ---------- | ----------------------- |
| Aarau      | 1-2       | Young Boys | Aarau, 20 maggio 2023   |
| Young Boys | 3-2 (dts) | Aarau      | Berna, 27 maggio 2023   |
|            |           |            |                         |
| Lucerna    | 0-2       | Basilea    | Lucerna, 20 maggio 2023 |
| Basilea    | 0-1       | Lucerna    | Basilea, 27 maggio 2023 |
|            |           |            |                         |

## Girone promozione-retrocessione
Al girone promozione-retrocessione hanno avuto accesso le squadre classificate al nono e decimo posto in Women's Super League, l'Yverdon e il Rapperswil-Jona, e le prime due classificate eleggibili nella Lega Nazionale B, il Thun Berner-Oberland e il Sion; infatti al primo posto si era classificata la squadra riserve dello Zurigo, non eleggibile per la promozione.

### Classifica finale
|  | Pos. | Squadra            | Pt | G | V | N | P | GF | GS | DR  |
|  | ---- | ------------------ | -- | - | - | - | - | -- | -- | --- |
|  | 1.   | Rapperswil-Jona    | 16 | 6 | 5 | 1 | 0 | 8  | 1  | +7  |
|  | 2.   | Thun Berner Oberl. | 10 | 6 | 3 | 1 | 2 | 5  | 4  | +1  |
|  | 3.   | Yverdon            | 8  | 6 | 2 | 2 | 2 | 10 | 8  | +2  |
|  | 4.   | Sion               | 0  | 6 | 0 | 0 | 6 | 3  | 13 | -10 |

Legenda:
      Ammessa in Women's Super League 2023-2024
      Ammessa in Lega Nazionale B 2023-2024
Note:
Tre punti a vittoria, uno a pareggio, zero a sconfitta.
La classifica viene stilata secondo i seguenti criteri:
- Punti conquistati
- Differenza reti generale
- Reti totali realizzate
- Punti conquistati negli scontri diretti
- Differenza reti negli scontri diretti
- Reti realizzate negli scontri diretti

### Risultati
|                      | Rap  | Sio  | TBO  | Yve  |
| -------------------- | ---- | ---- | ---- | ---- |
| Rapperswil-Jona      | –––– | 3-0  | 1-0  | 2-1  |
| Sion                 | 0-1  | –––– | 0-1  | 1-2  |
| Thun Berner Oberland | 0-1  | 1-0  | –––– | 1-1  |
| Yverdon              | 0-0  | 5-2  | 1-2  | –––– |